# Clutch
Clutch és un grup de rock americà, format a Germantown, Maryland el 1990. Han estat tocant junts des del principis del 1990 i van lliurar el seu primer EP, Pitchfork, l'Octubre del 1991.

## Membres

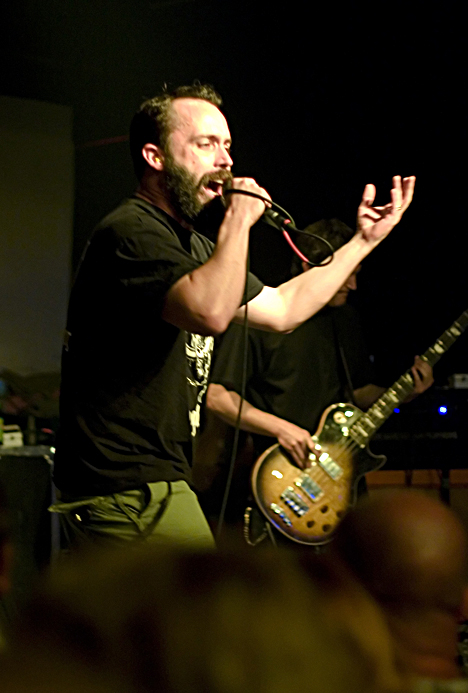
Neil Fallon i Clutch en un concert el 2007.

- Neil Fallon – vocal, guitarra elèctrica
- Tim Sult – guitarra elèctrica
- Dan Maines – baix
- Jean-Paul Gaster – bateria

## Discografia
- Transnational Speedway League (1993)
- Clutch (1995)
- The Elephant Riders (1998)
- Jam Room (1999)
- Pure Rock Fury (2001)
- Blast Tyran] (2004)
- Robot Hive/Exodus (2005)
- From Beale Street to Oblivion (2007)
- Strange Cousins from the West (2009)
  - Earth Rocker (2013)
  - Psychic Warfare (2015)
  - Book of Bad Decisions (2018)
  - Monsters, Machines, And Mythological Beasts (2020) [Recopilatori disponible només en digital]